# Violett Beane
Violett Beane (ur. 18 maja 1996 w St. Petersburgu na Florydzie) – amerykańska aktorka, która wystąpiła m.in. w serialach Flash, Pozostawieni i God Friended Me.

## Filmografia

### Filmy
| Rok  | Tytuł               | Rola           | Uwagi              |
| ---- | ------------------- | -------------- | ------------------ |
| 2016 | Slash               | Lindsay        |                    |
| 2016 | Wieża               | Claire Wilson  | Animowany dokument |
| 2018 | Prawda czy wyzwanie | Markie Cameron |                    |
| 2019 | Flay                | Bethany        |                    |
| 2025 | Renner              | Jamie          |                    |
| 2025 | Przyjmij / Odrzuć   | Jen            |                    |

### Telewizja
| Rok       | Tytuł                   | Rola          | Uwagi          |
| --------- | ----------------------- | ------------- | -------------- |
| 2015      | Pozostawieni            | Taylor        | 5 odcinków     |
| 2015–2018 | Flash                   | Jesse Quick   | 21 odc.        |
| 2016      | Chicago PD              | Maya Collins  | 1 odc.         |
| 2018      | Rezydenci               | Lily Kendall  | 8 odc.         |
| 2018      | Legends of Tomorrow     | Jesse Wells   | 1 odc.         |
| 2018–2020 | God Friended Me         | Cara Bloom    | w gł. obsadzie |
| 2024      | Śmierć i inne szczegóły | Imogene Scott | w gł. obsadzie |